# Gustavo Tempone
Gustavo Tempone (Mar del Plata, 14 de abril de 1971) es un exfutbolista argentino nacionalizado peruano. Se desempeñaba en la posición de centrocampista. 

## Selección nacional
Fue internacional con la selección de fútbol del Perú en 5 ocasiones. Debutó el 3 de septiembre de 2000, en un encuentro ante la selección de Argentina que finalizó con marcador de 2-1 a favor de los argentinos.

### Participaciones en Copas América
| Copa              | Sede     | Resultado        |
| ----------------- | -------- | ---------------- |
| Copa América 2001 | Colombia | Cuartos de final |

## Estadísticas

### Clubes
| Club | Temporada     | Liga  | Liga  | Liga   | Copas nacionales(1) | Copas nacionales(1) | Copas nacionales(1) | Torneos internacionales(2) | Torneos internacionales(2) | Torneos internacionales(2) | Total | Total | Total  |
| Club | Temporada     | Part. | Goles | Asist. | Part.               | Goles               | Asist.              | Part.                      | Goles                      | Asist.                     | Part. | Goles | Asist. |
| --- | ------------- | ----- | ----- | ------ | ------------------- | ------------------- | ------------------- | -------------------------- | -------------------------- | -------------------------- | ----- | ----- | ------ |
| San Lorenzo de Almagro Argentina                                                                                           | 1988-89       | 14    | 1     | 0      | —                   | —                   | —                   | —                          | —                          | —                          | 14    | 1     | 0      |
| San Lorenzo de Almagro Argentina                                                                                           | 1989-90       | 15    | 0     | 2      | —                   | —                   | —                   | —                          | —                          | —                          | 15    | 0     | 2      |
| Total club | Total club    | 29    | 1     | 2      | 2                   | 0                   | 0                   | 0                          | 0                          | 0                          | 29    | 1     | 2      |
| Bnei Yehuda Tel Aviv Israel                                                                                                | 1990-91       | 15    | 1     | 3      | 7                   | 0                   | 1                   | —                          | —                          | —                          | 22    | 1     | 4      |
| Total club | Total club    | 15    | 1     | 3      | 7                   | 0                   | 1                   | 0                          | 0                          | 0                          | 22    | 1     | 4      |
| Deportivo Pereira · Colombia                                                                                               | 1992          | 32    | 5     | 8      | —                   | —                   | —                   | —                          | —                          | —                          | 32    | 5     | 8      |
| Total club | Total club    | 32    | 5     | 8      | 0                   | 0                   | 0                   | 0                          | 0                          | 0                          | 32    | 5     | 8      |
| Universitario de Deportes · Perú                                                                                           | 1993          | 26    | 6     | 5      | —                   | —                   | —                   | 5                          | 1                          | 0                          | 31    | 7     | 5      |
| Total club | Total club    | 26    | 6     | 5      | 0                   | 0                   | 0                   | 5                          | 1                          | 0                          | 31    | 7     | 5      |
| Deportivo Sipesa · Perú | 1994          | 35    | 10    | 3      | —                   | —                   | —                   | —                          | —                          | —                          | 35    | 10    | 3      |
| Total club | Total club    | 35    | 10    | 3      | 0                   | 0                   | 0                   | 0                          | 0                          | 0                          | 35    | 10    | 3      |
| Alianza Lima · Perú | 1995          | 24    | 3     | 3      | —                   | —                   | —                   | —                          | —                          | —                          | 24    | 3     | 3      |
| Alianza Lima · Perú | 1996          | 17    | 3     | 2      | —                   | —                   | —                   | —                          | —                          | —                          | 17    | 3     | 2      |
| Total club | Total club    | 41    | 6     | 5      | 0                   | 0                   | 0                   | 0                          | 0                          | 0                          | 41    | 6     | 5      |
| Deportivo Municipal · Perú                                                                                                 | 1997          | 28    | 8     | 5      | —                   | —                   | —                   | —                          | —                          | —                          | 28    | 8     | 5      |
| Total club | Total club    | 28    | 8     | 5      | 0                   | 0                   | 0                   | 0                          | 0                          | 0                          | 28    | 8     | 5      |
| Sporting Cristal · Perú | 1998          | 11    | 1     | 2      | —                   | —                   | —                   | 3                          | 0                          | 0                          | 14    | 1     | 2      |
| Total club | Total club    | 11    | 1     | 2      | 0                   | 0                   | 0                   | 3                          | 0                          | 0                          | 14    | 1     | 2      |
| San Martín de Tucumán Argentina                                                                                            | 1998          | 12    | 3     | 5      | —                   | —                   | —                   | —                          | —                          | —                          | 12    | 3     | 5      |
| Total club | Total club    | 12    | 3     | 5      | 0                   | 0                   | 0                   | 0                          | 0                          | 0                          | 12    | 3     | 5      |
| F. B. C. Melgar · Perú | 1999          | 20    | 2     | 4      | —                   | —                   | —                   | —                          | —                          | —                          | 20    | 2     | 4      |
| Total club | Total club    | 20    | 2     | 4      | 0                   | 0                   | 0                   | 0                          | 0                          | 0                          | 20    | 2     | 4      |
| Godoy Cruz Argentina | 1999          | 7     | 1     | 1      | —                   | —                   | —                   | —                          | —                          | —                          | 7     | 1     | 1      |
| Total club | Total club    | 7     | 1     | 1      | 0                   | 0                   | 0                   | 0                          | 0                          | 0                          | 7     | 1     | 1      |
| Sport Boys · Perú | 2000          | 29    | 9     | 3      | —                   | —                   | —                   | —                          | —                          | —                          | 29    | 9     | 3      |
| Sport Boys · Perú | 2001          | 24    | 9     | 6      | —                   | —                   | —                   | 4                          | 1                          | 1                          | 28    | 10    | 7      |
| Sport Boys · Perú | 2002          | 15    | 2     | 6      | —                   | —                   | —                   | —                          | —                          | —                          | 15    | 2     | 6      |
| Total club | Total club    | 29    | 1     | 2      | 2                   | 0                   | 0                   | 0                          | 0                          | 0                          | 72    | 21    | 16     |
| Cienciano · Perú | 2002          | 19    | 5     | 3      | —                   | —                   | —                   | —                          | —                          | —                          | 19    | 5     | 3      |
| Total club | Total club    | 19    | 5     | 3      | 0                   | 0                   | 0                   | 0                          | 0                          | 0                          | 19    | 5     | 3      |
| Aldosivi Argentina | 2003          | 23    | 2     | 3      | 1                   | 0                   | 0                   | —                          | —                          | —                          | 24    | 2     | 3      |
| Total club | Total club    | 23    | 2     | 3      | 1                   | 0                   | 0                   | 0                          | 0                          | 0                          | 24    | 2     | 3      |
| Universidad César Vallejo · Perú                                                                                           | 2004          | 21    | 3     | 2      | —                   | —                   | —                   | —                          | —                          | —                          | 21    | 3     | 2      |
| Total club | Total club    | 21    | 3     | 2      | 0                   | 0                   | 0                   | 0                          | 0                          | 0                          | 21    | 3     | 2      |
| Total carrera | Total carrera | 387   | 74    | 66     | 8                   | 0                   | 1                   | 12                         | 2                          | 1                          | 407   | 76    | 68     |
| (1) Incluye datos de Liguilla Pre-Libertadores, y Copa Israel. (2) Incluye datos de Copa Libertadores y Copa Sudamericana. |               |       |       |        |                     |                     |                     |                            |                            |                            |       |       |        |

## Palmarés

### Campeonatos nacionales
| Título                    | Club          | País | Año  |
| ------------------------- | ------------- | ---- | ---- |
| Primera División del Perú | Universitario | Perú | 1993 |